# ايمانويلي مانيتا
ايمانويلي مانيتا (بالإيطالية: Emanuele Manitta)‏ (12 يناير 1977 بكالتاجيروني في إيطاليا - ) هو لاعب كرة قدم إيطالي في مركز حراسة المرمى. لعب مع نادي باري ونادي بولونيا ونادي سيينا ونادي كاتانزارو ونادي كاتانيا ونادي ليتشي ونادي ليفورنو ونادي مسينا ونادي نابولي وUSD Ragusa 2014 ‏.

## وصلات خارجية
- ايمانويلي مانيتا على موقع قاعدة بيانات كرة القدم.إي يو (الإنجليزية)
- ايمانويلي مانيتا على موقع Soccerway.com (الإنجليزية)
- ايمانويلي مانيتا على موقع عالم كرة القدم.نت (الإنجليزية)